# Ainring
Ainring è un comune tedesco situato nel land della Baviera, fa parte del circondario del Berchtesgadener Land.